# Fußballspiel Borussia Mönchengladbach – Borussia Dortmund am 29. April 1978
Das Fußballspiel zwischen Borussia Mönchengladbach und Borussia Dortmund am 29. April 1978 fand am letzten Spieltag der Bundesligasaison 1977/78 statt. Borussia Mönchengladbach gewann das Spiel mit 12:0 und stellte damit den bis heute gültigen Rekord für den höchsten Sieg in der Fußball-Bundesliga auf.

## Vorgeschichte

### Tabellensituation nach dem 33. Spieltag
| Pl. | Verein                       | Sp. | S  | U | N | Tore    | Diff. | Punkte |
| --- | ---------------------------- | --- | -- | - | - | ------- | ----- | ------ |
| 1.  | 1. FC Köln (P)               | 33  | 21 | 4 | 8 | 081:410 | +40   | 46:20  |
| 2.  | Borussia Mönchengladbach (M) | 33  | 19 | 8 | 6 | 074:440 | +30   | 46:20  |

Borussia Mönchengladbach ging als Titelverteidiger in die Saison 1977/78. Nach einem schlechten Saisonstart belegte die Mannschaft vom 22. Spieltag an den zweiten Platz hinter dem 1. FC Köln. Vor dem letzten Spieltag lagen beide Mannschaften punktgleich an der Tabellenspitze, wobei die Kölner eine um zehn Tore bessere Tordifferenz hatten.
Borussia Dortmund hingegen kämpfte in der zweiten Saison nach dem Wiederaufstieg 1976 darum, sich wieder in der Bundesliga zu etablieren. Nach einem 2:0-Sieg beim FC Schalke 04 am 31. Spieltag sicherte sich die Mannschaft den Klassenerhalt. Das Hinspiel der beiden Vereine endete 3:3. Vor dem letzten Spieltag war der Stammtorhüter der Dortmunder, Horst Bertram, nach einer Verletzungspause wieder einsatzfähig. Dennoch entschied sich Trainer Otto Rehhagel dafür, Bertrams Stellvertreter Peter Endrulat einzusetzen. Endrulat sollte noch eine Chance erhalten, sich für eine Verlängerung seines am 30. Juni 1978 auslaufenden Vertrages zu empfehlen. Am Morgen vor dem Spiel wurde Endrulat von Vereinsseite jedoch mitgeteilt, dass sein Vertrag nicht verlängert werde.

### Tabellensituation nach dem 34. Spieltag
| Pl. | Verein                       | Sp. | S  | U | N | Tore    | Diff. | Punkte |
| --- | ---------------------------- | --- | -- | - | - | ------- | ----- | ------ |
| 1.  | 1. FC Köln (P)               | 34  | 22 | 4 | 8 | 086:410 | +45   | 48:20  |
| 2.  | Borussia Mönchengladbach (M) | 34  | 20 | 8 | 6 | 086:440 | +42   | 48:20  |

## Das Spiel
38.000 Zuschauer sahen die vom Schiedsrichter Ferdinand Biwersi geleitete Partie. Da die eigentliche Spielstätte der Gladbacher, das Bökelbergstadion, umgebaut wurde, fand die Partie im Düsseldorfer Rheinstadion statt.
Obwohl sich die Gladbacher Mannschaft keine Chancen mehr auf den Titel ausrechnete, ging sie hoch motiviert in die Partie. Bereits in der ersten Spielminute brachte Jupp Heynckes die Gastgeber in Führung. Durch zwei weitere Tore von Heynckes sowie je ein Tor von Nielsen, Del’Haye und Wimmer stand es zur Halbzeit 6:0 für Mönchengladbach. Der direkte Konkurrent aus Köln führte gleichzeitig beim bereits als Absteiger feststehenden FC St. Pauli mit 1:0.
Dortmunds Trainer Otto Rehhagel hielt nur eine kurze Ansprache in der Halbzeitpause und appellierte an die Ehre der Spieler. Auf Dortmunder Seite gab es keinen Spielerwechsel, da keiner der Reservespieler eingewechselt werden wollte. Rehhagel fragte Torhüter Endrulat, ob er ausgewechselt werden möchte. Dieser erklärte jedoch, dass er weiterspielen wolle. Diese Entscheidung bezeichnete er später als falsch.

„Heute weiß ich: Ich hätte rausgehen sollen. Dann hätte Horst Bertram die sechs Dinger bekommen. Davon bin ich überzeugt. Die meisten vergessen, dass ich eigentlich fast alles gehalten habe, was haltbar war.“

In der zweiten Halbzeit machte Mönchengladbach mit dem Toreschießen weiter. Heynckes (59. Minute) und Nielsen (61.) erhöhten auf 8:0. Dortmunds Trainer Rehhagel wollte den 35-jährigen Sigfried Held einwechseln, doch der lehnte mit den Worten „Trainer, soll ich jetzt etwa noch die Wende bringen?“ ab. Nach 66 Minuten erzielte Del’Haye das 9:0.

„Von der Ersatzbank rief man uns ständig zu, wie viel Tore wir noch machen mussten, um Köln zu packen. Als es 9:0 stand und sie riefen ‚noch drei‘, habe ich geantwortet: „Habt Ihr sie nicht mehr alle?““

Nach weiteren Treffern von Heynckes (77.), Lienen (87.) und Kulik (90.) endete das Spiel mit 12:0.

## Spieldaten
| Borussia Mönchengladbach                                 | Borussia Mönchengladbach | Borussia Dortmund | Borussia Dortmund |
| -------------------------------------------------------- | --- | --- | ----------------- |
| Borussia Mönchengladbach                                 | \| 34. Spieltag \| \| 29. April 1978 um 15:30 Uhr in Düsseldorf (Rheinstadion) \| \| Zuschauer: 38.000 \| \| Schiedsrichter: Ferdinand Biwersi (Bliesransbach) \| | \| 34. Spieltag \| \| 29. April 1978 um 15:30 Uhr in Düsseldorf (Rheinstadion) \| \| Zuschauer: 38.000 \| \| Schiedsrichter: Ferdinand Biwersi (Bliesransbach) \|                                                 | Borussia Dortmund |
| Borussia Mönchengladbach                                 | Wolfgang Kleff – Berti Vogts, Hans-Jürgen Wittkamp, Wilfried Hannes, Horst Wohlers – Christian Kulik, Herbert Wimmer, Carsten Nielsen – Karl Del’Haye, Jupp Heynckes, Allan Simonsen (77. Ewald Lienen) Cheftrainer: Udo Lattek                                                                         | Peter Endrulat – Amand Theis, Werner Schneider, Lothar Huber, Herbert Meyer – Burkhard Segler, Miroslav Votava, Hans-Joachim Wagner – Manfred Burgsmüller, Wolfgang Frank, Peter Geyer Cheftrainer: Otto Rehhagel | Borussia Dortmund |
| Borussia Mönchengladbach                                 | 1:0 Jupp Heynckes (1.) 2:0 Jupp Heynckes (12.) 3:0 Carsten Nielsen (13.) 4:0 Karl Del’Haye (22.) 5:0 Jupp Heynckes (32.) 6:0 Herbert Wimmer (38.) 7:0 Jupp Heynckes (59.) 8:0 Carsten Nielsen (61.) 9:0 Karl Del’Haye (66.) 10:0 Jupp Heynckes (77.) 11:0 Ewald Lienen (87.) 12:0 Christian Kulik (90.) | | Borussia Dortmund |
| 34. Spieltag                                             | | |                   |
| 29. April 1978 um 15:30 Uhr in Düsseldorf (Rheinstadion) | | |                   |
| Zuschauer: 38.000                                        | | |                   |
| Schiedsrichter: Ferdinand Biwersi (Bliesransbach)        | | |                   |

## Auswirkungen
Trotz des Rekordsieges verpasste Mönchengladbach die Meisterschaft. Der 1. FC Köln gewann gleichzeitig mit 5:0 beim FC St. Pauli und hatte bei gleicher Punktzahl eine um drei Tore bessere Tordifferenz. Damit gewannen die Kölner ihre dritte deutsche Meisterschaft. Die Paulifans waren bei Durchsage der Zwischenstände aus Düsseldorf misstrauisch geworden und hatten begonnen, den 1. FC Köln mit anzufeuern. Nach Spielende feierten sie die Meisterschaft mit und eine Fanfreundschaft entstand.
Am Tag nach dem Spiel wurde Trainer Otto Rehhagel, der in der Folgezeit „Otto Torhagel“ gerufen wurde, entlassen. Interimstrainer wurde Sigfried Held, bevor Carl-Heinz Rühl zur neuen Saison das Traineramt übernahm.

„Nach dieser Katastrophe fuhr ich mit Otto Rehhagel, der auch in Essen wohnte, zurück, und schon da sagte er mir, dass ich morgen einen neuen Trainer hätte. Er ahnte, was passieren würde. Es war selbstverständlich nicht Rehhagels Schuld. Otto Rehhagel war das Bauernopfer, damit der Verein sein Gesicht bewahren konnte.“

Der Verein Borussia Dortmund belegte die beteiligten Spieler mit einer Geldstrafe in Höhe von jeweils 2000 Mark. Grund war „mangelhafter Einsatz“ und „vereinsschädigendes Verhalten“. Torhüter Peter Endrulat wurde zum Zweitligisten Tennis Borussia Berlin abgeschoben. In den darauffolgenden Wochen wurde die Mannschaft von Borussia Dortmund bei verschiedenen Freundschaftsspielen vom Publikum verspottet.

## Manipulationsverdacht
Behauptungen, dass das Spiel manipuliert worden sei, werden von Dortmunder Seite vehement bestritten. Verteidiger Amand Theis erklärte, dass „am Ende jeder Schuss ein Treffer war und dass sich die Mannschaft irgendwann aufgegeben hat“. Mönchengladbachs Herbert Wimmer, der beim 12:0-Sieg ebenso wie Jupp Heynckes sein letztes Bundesligaspiel absolvierte, erklärte in einem Interview, dass er froh sei, dass seine Mannschaft nicht Meister wurde, da dies „nur Spekulationen wegen Schiebung gegeben“ hätte. Von Seiten des DFB wurden nur kurze Ermittlungen vorgenommen. So mussten sich die beteiligten Dortmunder Spieler in der Frankfurter DFB-Zentrale erklären. Noch 2012 widersprach der damalige BVB-Kapitän Lothar Huber solchen Vorwürfen:

„Richtig grausam wurde es aber in den kommenden Wochen, denn dummerweise hatte die Vereinsführung schon vor dieser Katastrophe noch einige Freundschaftsspiele gegen Amateurmannschaften vereinbart. Wir zogen über die Dörfer und mussten uns gefallen lassen, als Betrüger beschimpft zu werden. „Wo steht denn nun dein neues Haus, dein neues Auto!“, riefen die Zuschauer. Sie glaubten allen Ernstes, wir hätten dieses Spiel verkauft.“

Ihm sei das Spiel jedoch immer noch peinlich. Dass sich „nach dem Spiel Gott und die Welt auf unseren Trainer Otto Rehhagel“ gestürzt hätten, was für diesen furchtbar gewesen sein müsse, tue ihm auch mehr als 30 Jahre später noch leid. Die BVB-Spieler waren nach Hubers Aussage jedoch damals froh, weil die Öffentlichkeit in Rehhagel einen Sündenbock gefunden hätte, so der damalige Abwehrspieler Huber.

## Bemerkenswertes
Beide Mannschaften trafen bereits am zweiten Spieltag der folgenden Saison wieder aufeinander. Das Spiel fand am 19. August 1978 im Bökelbergstadion in Mönchengladbach statt und endete 2:2.
Ein Kuriosum ist, dass zwölf Tore genau der Kapazität der Anzeigetafel im Düsseldorfer Rheinstadion für Torfolge und Torschützen entsprachen, weitere Tore hätten nicht angezeigt werden können.
Erst im Mai 2019 gelang es wieder einer Bundesliga-Mannschaft, in der ersten Halbzeit sechs Tore zu erzielen. Bayer 04 Leverkusen erzielte bereits nach 36 Spielminuten sechs Tore gegen Eintracht Frankfurt und unterbot den Rekord für die schnellsten sechs eigenen Tore nach Anpfiff um zwei Minuten.